# بومار دي بالديفيا
بومار دي بالديفيا (بالإسبانية: Pomar de Valdivia) هي بلدية تقع في مقاطعة بالينثيا، ضمن منطقة قشتالة وليون، في شمال إسبانيا. تعتبر من المناطق الريفية ذات الكثافة السكانية المنخفضة، وتتميّز بمحيط طبيعي وجغرافي غني بالهضاب والتضاريس الجيرية.

## الجغرافيا
تبلغ مساحة البلدية نحو 79.02 كيلومترًا مربعًا، وتحيط بها أراضٍ زراعية ومراعي تقليدية، كما تضم عددًا من القرى الصغيرة التابعة إداريًا لها.

## السكان
بلغ عدد سكان بومار دي بالديفيا 531 نسمة حسب إحصاء عام 2021، وتُعد من المناطق ذات الكثافة المنخفضة، حيث تعتمد على الزراعة وتربية المواشي كمصدر رئيسي للدخل المحلي.

## وصلات خارجية
- بيانات التعداد – المعهد الوطني الإسباني للإحصاء (INE)
- بلدية بالينثيا – الموقع الرسمي للمقاطعة